# 索耶 (紐約州)
索耶（英語：Sawyer）是位於美國紐約州尼亞加拉縣的非建制地區。

## 地理
索耶所處的海拔為高於海平面175米（即574英呎），而該地所採用的時區為UTC-5，即北美东部时区（EST）。同時該地設有夏令時間，為UTC-5調快一小時，即UTC-4（EDT）。